# گدر
گَدَر یکی از فرماندهان نظامی ایرانی در زمان شاهنشاه قباد یکم ساسانی (حک. ۴۹۸–۵۳۱) بود. او در سال ۵۳۱ میلادی در کنار یزدگرد فرماندهی ۷۰۰ سوار را در آغزنیک در نزدیکی سیلوان بر عهده داشت. بساس دوک بین‌النهرین از حضور آن‌ها خبردار شد و با ۵۰۰ شوالیه به مقابله با آن‌ها رفت. سپاه ایران شکست خورد و گدر نیز کشته شد. قباد به تلافی باوی، کنارنگ و مهر مهرویه را به محاصره این شهر روانه کرد.